# ГЕС Яхагі I
ГЕС Яхагі I (矢作第一発電所) – гідроелектростанція в Японії на острові Хонсю. Використовує ресурс із річки Яхагі, яка впадає до Внутрішнього Японського моря на східній околиці Нагої.
В межах проекту річку перекрили бетонною аркову греблю висотою 100 метрів, довжиною 323 метра та шириною від 5 (по гребеню) до 20 (по основі) метрів, яка потребувала 256 тис м3 матеріалу. Вона утримує водосховище з площею поверхні 2,7 км2 та об’ємом 80 млн м3 (корисний об’єм 65 млн м3, з яких 15 млн м3 зарезервовано для протиповеневих заходів). Це сховище також використовується як нижній резервуар ГАЕС Окуяхагі II.
Зі сховища через тунель довжиною 0,1 км з діаметром 5,4 метра та напірний водовід довжиною 0,28 км зі спадаючим діаметром від 5,1 до 3,5 метра ресурс надходить до машинного залу. Основне обладнання станції становлять дві турбіни типу Френсіс загальною потужністю 63 МВт (номінальна потужність станції рахується як 60,7 МВт), які використовують напір у 67 (блок 1) та 77 (блок 2) метра.